# Lamarche
 Lamarche  es una población y comuna francesa, en la región de Lorena, departamento de Vosgos, en el distrito de Neufchâteau y cantón de Lamarche.

## Demografía
| 1209 | 1201 | 1333 | 1338 | 1258 | 1159 |
| Para los censos de 1962 a 1999 la población legal corresponde a la población sin duplicidades (Fuente: INSEE [Consultar]) |      |      |      |      |      |